# WAVE!!～來衝浪吧!!～
《WAVE!!~來衝浪吧!!~》是MAGES.策劃的跨媒體作品。

## 劇情概要
只要在海上，我们就能获得自由。正如字面所示之意，巨大的海浪一年到头不断冲刷海岸，在这样的茨城县大洗海岸成长的雅树，遇到王子一般的转学生：翔，并接触隔着一枚板子与地球对峙的究极运动：冲浪。这是关于被乘浪的魅力吸引的少年们的一个不会结束的故事。

## 登場人物

### 主要人物
陽岡雅樹
聲：前野智昭（日）；陳灝瑋（港）
秋月翔
聲：小笠原仁、青山玲菜（少年期）（日）；梁偉德、陳琴雲（少年期）（港）
田中成
聲：中島良樹（日）；關令翹（港）
嚴名航輔
聲：佐藤拓也、西川舞（少年期）（日）；麥皓豐、劉惠雲（少年期）（港）
松風悠汰
聲：白井悠介、集貝はな（少年期）（日）；曹啟謙、張頌欣（少年期）（港）
木戶直哉
聲：土岐隼一（日）；黃積權（港）
富家倫道
聲：岡本信彥（日）；黃啟昌（港）
森威廉聰一郎
聲：森久保祥太郎（日）；李鎮然（港）

### 其他
五洋早道
聲：鳥海浩輔（日）；李致林（港）
陽岡櫻
聲：濱崎奈奈（日）；葉曉欣（港）
雅樹的母親
聲：中村慈（日）；梁少霞（港）
磯吉
聲：最上嗣生（日）；黃啟昌（港）
祥子
聲：嶋村侑（日）；詹健兒（港）
店長
聲：安元洋貴（日）；葉振聲、張錦江（代配）（港）
Tadao
聲：保村真（日）；蘇強文（港）
美瑠瑠
聲：齋藤千和（日）；凌晞（港）
魔法少女動畫的主角。跟既是同級生又是青梅竹馬的拍檔麥麥（聲：釘宮理惠（日）；成瑤孆（港））一起大顯身手。

## 動畫
2020年10月以一連3部劇場版形式於日本公映。
2021年1月至3月期間輯錄成動畫於東京電視台播放。

### 製作人員
原作・音樂製作 - MAGES.
監督 - 尾崎隆晴
系列構成 - 筆安一幸
人物原案 - さらちよみ
人物設定 - 岩佐とも子
總作畫監督 - 岩佐とも子、池田結姫
道具設計 - 小野可奈子
動作作畫監督 - 藤井文乃
特效作畫監督 - 才木康寛、星野車蜂
色彩設計 - 舘絵美子
美術監督 - 荒井和浩
3DCG導演 - 吉安徹
攝影監督 - 長谷川奈穂
編輯 - 本田優規
音樂 - 土橋安騎夫
音樂製作人 - 高井麗
音響監督 - 横田知加子
音響制作 - デルファイサウンド
CG動畫制作 - QREAZY
製作人 - 吉田雄哉、奈良初男、尾立絵利子
動畫製作人 - 河内山隆
動畫製作 - 旭Production
製作 - 動畫WAVE!!製作委員會

### 主題曲
片頭曲和片尾曲由陽岡マサキ（前野智昭）、秋月ショウ（小笠原仁）、田中ナル（中島ヨシキ）、厳名コウスケ（佐藤拓也）、松風ユータ（白井悠介）、木戸ナオヤ（土岐隼一）、フケ倫道（岡本信彦）、森ウィリアム聡一郎（森久保祥太郎）所組成的「衝浪男子」主唱。
「伝説のサーフプリンス」
　劇場版片頭曲。填詞・作曲：志倉千代丸、編曲：Yocke。
　「BEAT BLUE BEAT」
　劇場版第一章片尾曲。填詞・作曲：MIKOTO、編曲：久下真音。由陽岡マサキ（前野智昭）、秋月ショウ（小笠原仁）、田中ナル（中島ヨシキ）組成的「オオアライトライ」主唱。
　「波の向こう」
　劇場版第二章片尾曲。填詞：MASAYA、作曲・編曲：豊田健甫。由厳名コウスケ（佐藤拓也）、松風ユータ（白井悠介）、木戸ナオヤ（土岐隼一）組成的「mmm」主唱。
　「SURFDAYS」
　劇場版第三章片尾曲。也作為日本サ衝浪聯盟公認的衝浪加油歌曲使用。作詞：藤林聖子、作曲：no_my、編曲：Yocke。
　「刺激サーファーボーイ!」
　電視版的片頭曲。作詞・作曲：志倉千代丸、編曲：Yocke。
　「One more chance, One Ocean」
　電視版片尾曲。作詞：藤林聖子、作曲：no_my、編曲：久下真音。
　「BFF〜Best Friends Forever〜」
　電視版第1集的片尾曲。作詞：藤林聖子、作曲：no_my、編曲：久下真音。由オオアライトライ主唱。

### 各話列表
| 話數   | 日文標題                 | 中文標題          | 劇本     | 分鏡           | 演出     | 作畫監督                                                               | 首播日期 （日本） | 首播日期 （香港） |
| ------ | ------------------------ | ----------------- | -------- | -------------- | -------- | ---------------------------------------------------------------------- | ----------------- | ----------------- |
| 第1波  | サーフィンやっぺ!!       | WAVE!! 衝浪少年   | 筆安一幸 | 尾崎隆晴       | 尾崎隆晴 | 荻原みちる、水竹修治                                                   | 2021年 1月12日    | 2021年 9月4日     |
| 第2波  | 海が教えてくれる         | 海會告訴你        | 筆安一幸 | 上田繁         | 鈴木芳成 | 栗田聡美、藤井文乃、柳瀬譲、二島崎克実                                 | 1月19日           | 2021年 9月4日     |
| 第3波  | 初めての大会             | 首次參賽          | 筆安一幸 | 松浦直紀       | 松浦直紀 | 渡辺浩二、橋本航平、大滝那佳、森あおい                                 | 1月26日           | 9月11日           |
| 第4波  | The Endless Summer       | 永遠的夏天        | 筆安一幸 | 尾崎隆晴       | 尾崎隆晴 | 加藤真人、重國浩子、和田勝之、森あおい、大滝那佳、笛木優奈             | 2月2日            | 9月11日           |
| 第5波  | あの波を越えて           | 越過巨浪          | 筆安一幸 | 山崎理         | 大塚隆寛 | 荻原みちる、島崎克実、大滝那佳、森あおい、藤井文乃、笛木優奈           | 2月9日            | 9月18日           |
| 第6波  | 湘南マジック！           | 湘南魔法          | 井上美緒 | おざわかずひろ | 飯村正之 | 岩佐とも子、和田勝之、柳瀬譲二、菊川孝司、島崎克実、藤井文乃、栗田聡美 | 2月16日           | 9月18日           |
| 第7波  | 波間を漂う心             | 隨波漂蕩的心      | 笹野恵   | 上田繁         | 上田繁   | 重國浩子、久保山陽子、松岡秀明                                         | 2月23日           | 9月25日           |
| 第8波  | ボクの守護神             | 我的守護神        | 笹野恵   | 松浦直紀       | 松浦直紀 | 橋本航平、大滝那佳、森あおい、笛木優奈                                 | 3月2日            | 9月25日           |
| 第9波  | フォレストカップin釣ヶ崎 | 森林盃釣崎站      | 笹野恵   | 細川ヒデキ     | 大塚隆寛 | 大塚あきら、柳瀬譲二、久保山陽子、荻原みちる、栗田聡美                 | 3月9日            | 10月2日           |
| 第10波 | No rain, no rainbow      | 有雨才有彩虹      | 井上美緒 | 高橋亨         | 鈴木芳成 | 重國浩子、島崎克実、大滝那佳、小林史緒里、栗田聡美、藤井文乃           | 3月16日           | 10月2日           |
| 第11波 | Show must go on!!        | Show must go on!! | 井上美緒 | オグロアキラ   | 飯村正之 | 岩佐とも子、丸英男、和田勝之、島崎克実、蒼依ふたば、森田実、笛木優奈   | 3月23日           | 10月9日           |
| 第12波 | Big WAVEs!!              | 大浪到            | 筆安一幸 | 尾崎隆晴       | 尾崎隆晴 | 藤井文乃、石堂伸晴、久保山陽子、大塚あきら、荻原みちる                 | 3月30日           | 10月9日           |

## 外部連結
- WAVE!! 公式サイト -「サーフィンやっぺ!!」（日語）
- アニメ「WAVE!!」公式サイト（日語）
- アニメ「WAVE!!」 全三章（日語）
- WAVE!!〜サーフィンやっぺ!!〜 テレビ東京アニメ公式 （页面存档备份，存于）（日語）
- サーファー育成ゲームアプリ『WAVE!!波乗りボーイズ』公式サイト（日語）
- WAVE!! Brilliant Time｜bayfm 78.0MHz ベイエフエム（日語）
- 『WAVE!!』公式的X（前Twitter）（日語）
- 『WAVE!!～波乗りボーイズ～』ゲームアプリ公式的X（前Twitter）（日語）
- WAVE!! Official的Instagram帳戶（日語）